# Gladys Verhulst-Wild
Gladys Verhulst-Wild (* 2. Januar 1997 in Le Grand-Quevilly als Gladys Verhulst) ist eine französische Radrennfahrerin.

## Sportlicher Werdegang
Nach dem Wechsel in die U23 fuhr Verhulst-Wild zunächst auf der Vereinsebene. 2019 wurde sie Zweite der nationalen Meisterschaften im Straßenrennen und gewann damit den Titel in der U23. Ein Jahr später gewann sie mit dem Eintagesrennen La Picto-Charentaise ihr erstes internationales Rennen. 
Zur Saison 2020 wurde Verhulst-Wild Mitglied im Team Arkéa. Für das Team gewann sie 2021 den Grand Prix de Chambéry. Zur Saison 2022 wechselte sie zum britischen Team Le Col-Wahoo. Auch für dieses Team konnte sie mit Veenendaal–Veenendaal Classic einen Sieg erringen.
Bereits nach einem Jahr wechselte sie erneut das Team und wurde Mitglied im UCI WorldTeam FDJ-Suez. Zu den 19 Saisonerfolgen ihres Teams im Jahr 2023 steuerte sie zwei Siege bei, 2024 blieb sie ohne Sieg. Zur Saison 2025 wurde sie Mitglied im AG Insurance-Soudal Team. 

## Familie
2023 heiratete Verhulst-Wild den französischen Radrennfahrer Damien Wild, der auf der Vereinsebene aktiv ist.

## Erfolge
2018
- Französische Meisterin – Straßenrennen (U23)

2019
- La Picto-Charentaise

2021
- Grand Prix de Chambéry

2022
- Veenendaal–Veenendaal Classic

2023
- La Picto-Charentaise
- eine Etappe und Punktewertung Tour de Normandie Féminin